# 19155 Lifeson
19155 Lifeson è un asteroide della fascia principale. Scoperto nel 1990, presenta un'orbita caratterizzata da un semiasse maggiore pari a 2,5853337 UA e da un'eccentricità di 0,2174229, inclinata di 12,29738° rispetto all'eclittica.